# Reserva de la biosfera del Bosque del Palatinado-Vosgos del Norte

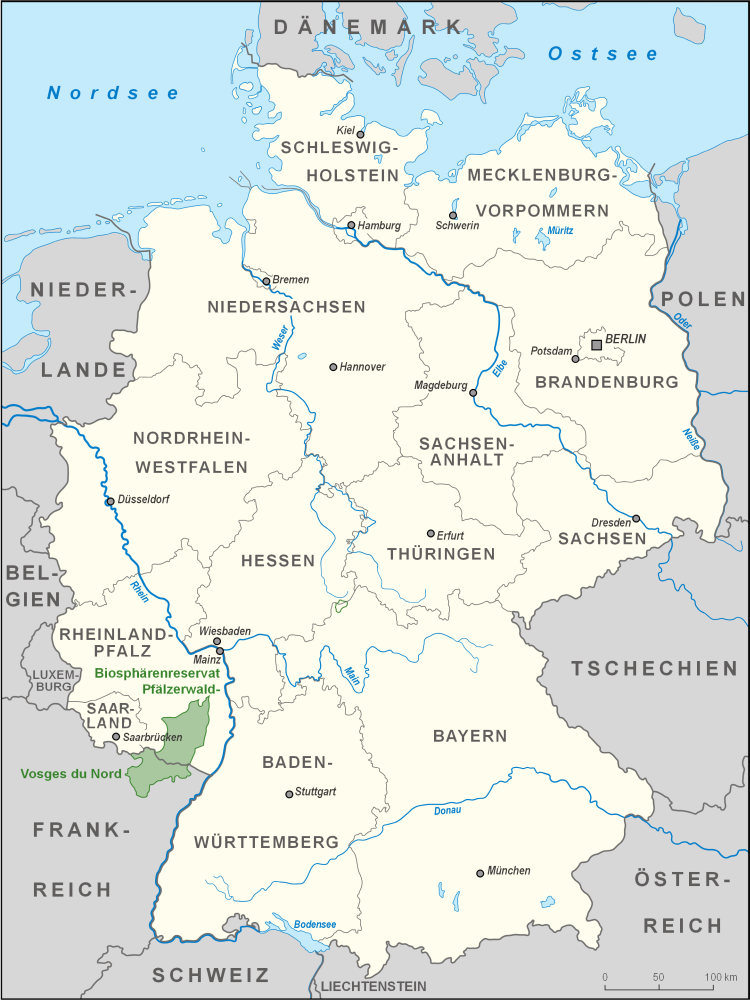
Mapa que muestra el espacio natural en verde.

La Reserva de la Biosfera del Bosque del Palatinado-Vosgos del Norte (en alemán: Biosphärenreservat Pfälzerwald-Vosges du Nord, en francés: Réserve de biosphère transfrontalière des Vosges du Nord-Pfälzerwald) es un espacio natural franco-alemán declarado Reserva de la Biosfera en 1998 por la UNESCO. Es conocida por su enorme extensión y por ser la primera reserva de la biosfera transfronteriza de Europa. La parte alemana se convirtió en la 12.ª de 15 reservas de la biosfera que posee este país.

## Geografía
La reserva de biosfera se encuentra en el Bosque del Palatinado y en los Vosgos del Norte en la frontera entre el Estado alemán al suroeste de Renania-Palatinado y las regiones de Alsacia y Lorena, en el noreste francés.

## Clima
La región de la Reserva cuenta con un clima templado con marcada tendencia continental. Existen microclimas y están asociados con la exposición al sol y la topografía. Por lo tanto, la propia naturaleza del clima continental de Bitche, donde las masas de aire frío pueden estancarse en los fondos del valle en forma de cuencos, se traduce en heladas tardías y menor riesgo de sequía estival. Por lo tanto, la climatología ayuda a explicar la presencia de entornos de afinidades continentales en prados y bosques.

## Galería de imágenes

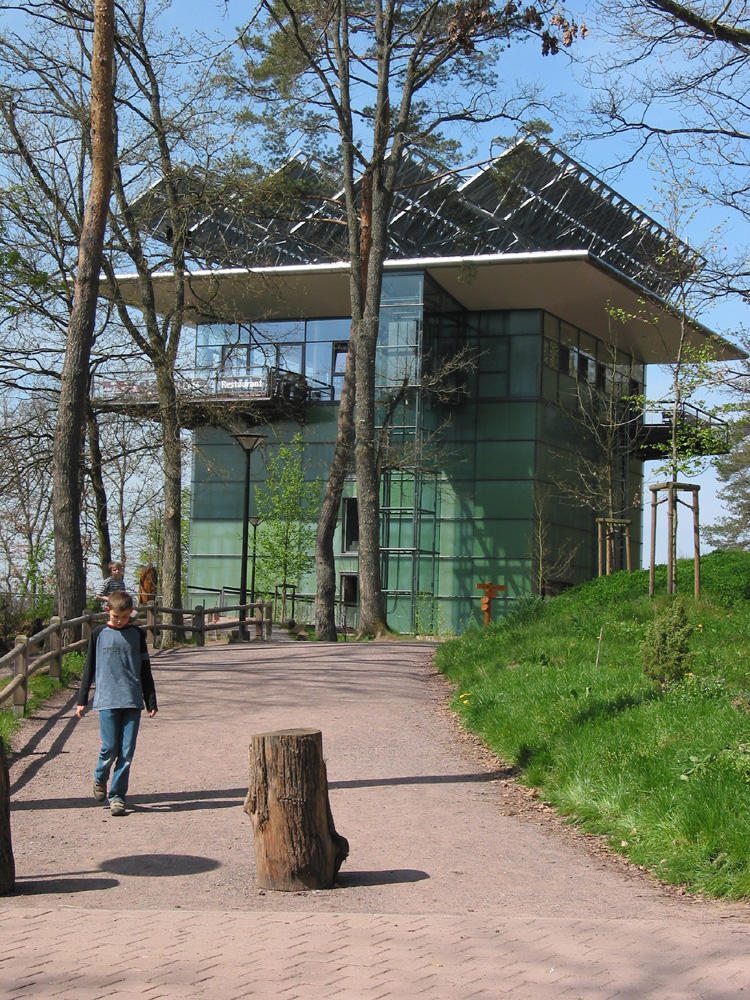
Casa de la Biosfera en Fischbach cerca de Dahn.
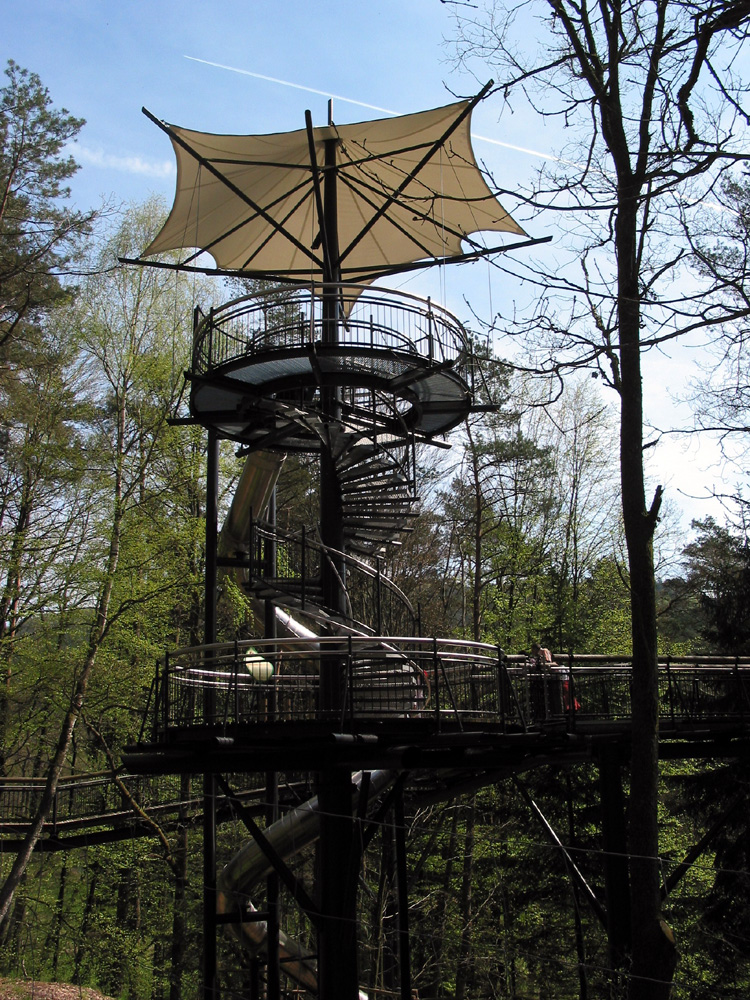
Plataformas en la senda de Baumwipfel.
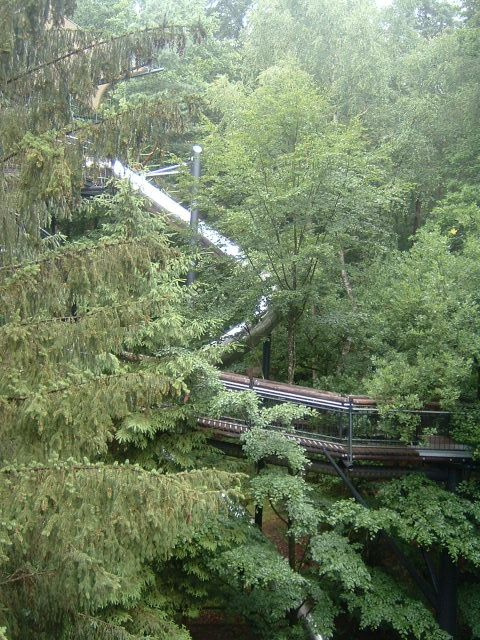
Vista desde la senda de Baumwipfel hacia abajo.
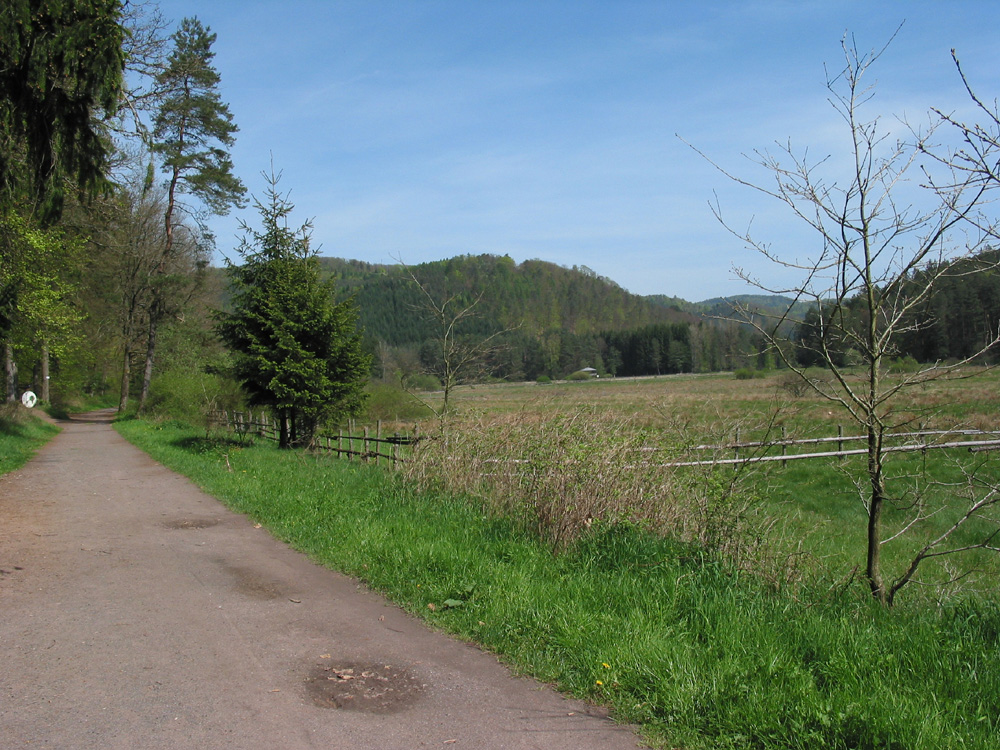
Camino de Fischbach.